# Racional (indumentària)
El racional era entre els jueus un ornament propi del Summe Sacerdot (Èxode 28:15); però era una peça de valor, puix que constava de dotze pedres precioses, per on es representaven les dotze tribus d'Israel.
Imitant en algun aspecte al racional del sacerdot aarònic, es va començar a estilar al segle x, especialment a Alemanya i a les Gal·lies, un altre racional que usaven alguns bisbes, ja que els metropolitans tenien el pal·li. Ara només porten racional els bisbes d'Eichstätt, de Paderborn, de Toul i de Cracòvia i alguns altres indrets, i té forma de collaret amb els seus penjolls. El del bisbe de Cracòvia consisteix en dues bandes que es creuen per les esquenes i pel pit, ajuntant-se amb dues espècies de discos metàl·lics.
En l'edat mitjana, l'usaven tots els bisbes de l'Imperi Germànic. El primer bisbe que es veu representat amb racional és Sigebert de Minden (1022-1036); està en una miniatura del seu propi missal i en una tauleta d'ivori.
El racional o superhumeral, segons es pot veure per les antigues miniatures i pels escassos exemplars que es conserven, presentava tres formes, segons si eren d'un, dos o tres penjolls. Se'n conserva un del segle xiv a la catedral de Ratisbona; un altre del segle xv a la d'Eichstätt i un altre a Bamberg, aquest més antic que els anteriors. És també cèlebre en la història de la litúrgia el llibre del bisbe Guillem Durand, titulat Rationale divinorum officiorum (1286), ja que ve a ser la primera Summa Liturgica. Abasta tot ell vuit llibres, a més del proemi. La primera edició impresa va aparèixer a Magúncia el 1459 i l'última a Reapel (1859)